# Christophe Cresp

Der von Christophe Cresp gefahrene Ligier JS P320 beim Road to Le Mans 2022

Christophe Cresp (* 27. März 1974 in Châteauroux) ist ein französischer Unternehmer und Autorennfahrer.

## Unternehmer
Christophe Cresp studierte Elektronik- und Betriebswirtschaftslehre an der Universität Pierre und Marie Curie in Paris. Nach mehreren Beschäftigungsverhältnissen in der Telekommunikationsbranche gründete er 2007 Sewan, ein Internetunternehmen, das 2022 mit 700 Mitarbeitern 150 Millionen Euro Umsatz erzielte.

## Karriere als Rennfahrer
Die Fahrerkarriere von Christophe Cresp begann 2017 in der 24H Series. In den folgenden Jahren startete er unter anderem im Michelin Le Mans Cup, wo er 2020 den 16. Endrang in der LMP3-Wertung erreichte, und in der European Le Mans Series 2021. 2022 gewann er die LMP3-Endwertung der Asian Le Mans Series. Im selben Jahr gab er sein Debüt beim 24-Stunden-Rennen von Le Mans und erreichte gemeinsam mit Michael Jensen und Steven Palette in einem Ligier JS P217 den 49. Gesamtrang.

## Statistik

### Le-Mans-Ergebnisse
| Jahr | Team     | Fahrzeug       | Teamkollege    | Teamkollege    | Platzierung | Ausfallgrund |
| ---- | -------- | -------------- | -------------- | -------------- | ----------- | ------------ |
| 2022 | CD Sport | Ligier JS P217 | Michael Jensen | Steven Palette | Rang 49     |              |

### Einzelergebnisse in der FIA-Langstrecken-Weltmeisterschaft
| Saison | Team     | Rennwagen      | 1   | 2   | 3   | 4   | 5   | 6   |
| ------ | -------- | -------------- | --- | --- | --- | --- | --- | --- |
| 2022   | CD Sport | Ligier JS P217 | SEB | SPA | LEM | MON | FUJ | BAH |
| 2022   | CD Sport | Ligier JS P217 | 49  |     |     |     |     |     |